# Al-Idrisi Montes
Gli Al-Idrisi Montes sono una struttura geologica della superficie di Plutone.